# Synagoge (Tokaj)

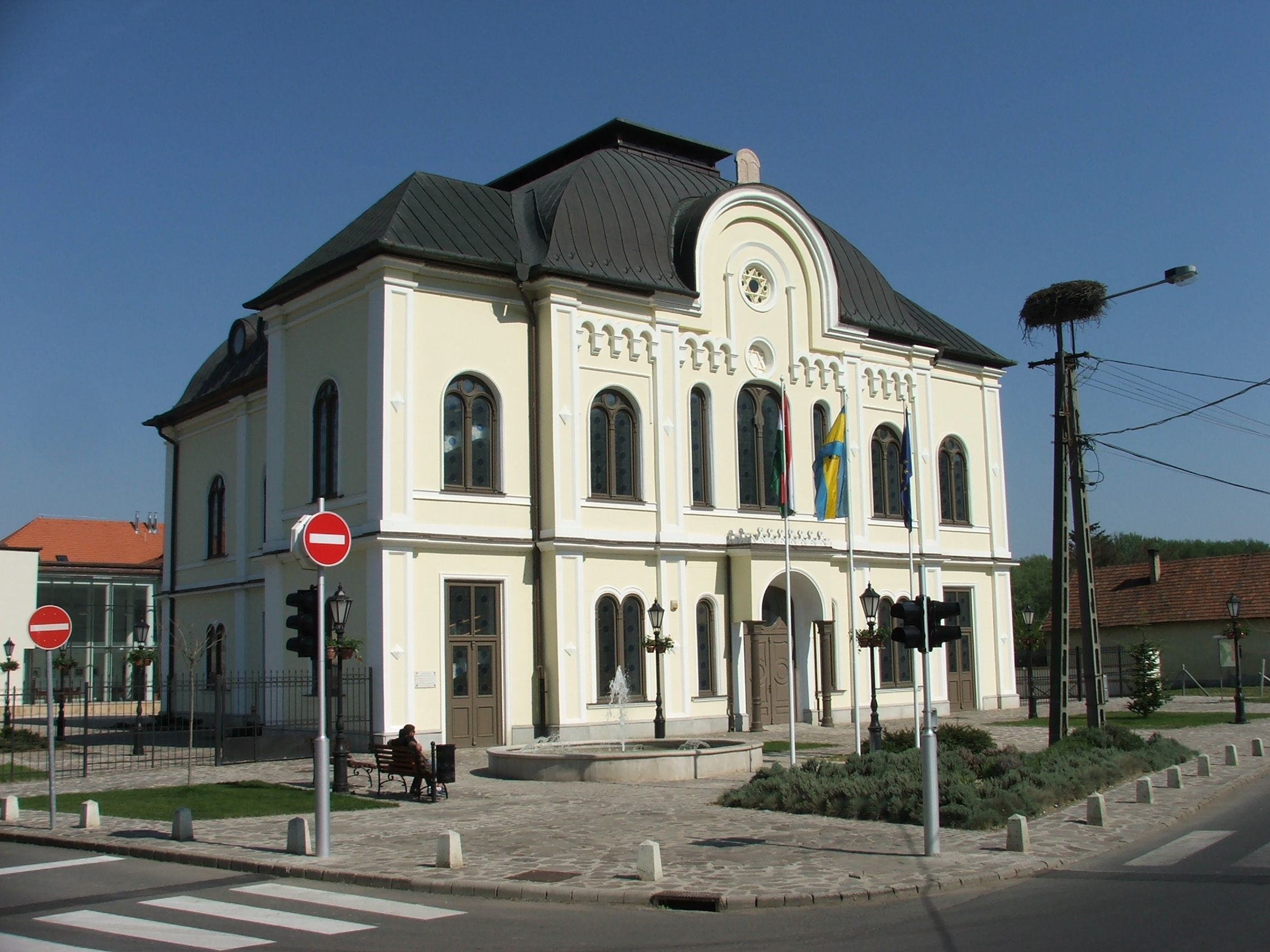
Synagoge in Tokaj, 2009

Die Synagoge in Tokaj, einer ungarischen Stadt im Komitat Borsod-Abaúj-Zemplén, wurde 1890 durch den Architekten Lipót Baumhorn errichtet. Die profanierte Synagoge im Stil des Eklektizismus ist ein geschütztes Kulturdenkmal.
Sie wurde mehrmals mit Hilfe finanzieller Unterstützung des ungarisch-amerikanischen Schauspielers Tony Curtis restauriert und dient seit 2006 als Kultur- und Konferenzzentrum der Stadt.
Der Toraschrein befindet sich heute im Memorial Museum of Hungarian Speaking Jewry in Israel.